# Сем Андервуд
Сем Андервуд (англ. Sam Underwood, нар. 4 серпня 1987, Суррей, Англія) — англійський актор, який зіграв близнюків Люка та Марка Грей у телесеріалі «Послідовники», Джейка Отто у серіалі «Бійтеся ходячих мерців» і Адама Керрінгтона у серіалі «Династія».

## Фільмографія
| Рік       |   | Українська назва       | Оригінальна назва     | Роль            |
| --------- | - | ---------------------- | --------------------- | --------------- |
| 2013      | ф | Останні хранителі      | The Last Keepers      | Олівер Сендс    |
| 2013      | с | Остання година         | Zero Hour             | Мартін Крупп    |
| 2013      | с | Декстер                | Dexter                | Зак Гамільтон   |
| 2013      | с | Батьківщина            | Homeland              | Лео Карас       |
| 2014—2015 | с | Послідовники           | The Following         | Люк і Марк Грей |
| 2017      | ф | І знову здрастуйте     | Hello Again           | Леокадія        |
| 2017      | с | Бійтеся ходячих мерців | Fear the Walking Dead | Джейк Отто      |
| 2018      | с | Бійтеся ходячих мерців | Madam Secretary       | Ендрю Гілл      |
| 2019—2022 | с | Династія               | Dynasty               | Адам Керрінгтон |
| 2021      | ф | Барабанщик             | The Drummer           | Даріан Купер    |
| 2023      | с | Новобранець: Федерали  | The Rookie: Feds      | Роман Гріффітс  |